# Bobby Seale
Bobby Seale (Dallas, 22 ottobre 1936) è un attivista del movimento afroamericano statunitense, fondatore con l'amico Huey Newton del movimento comunista afroamericano delle Pantere Nere.

## Biografia

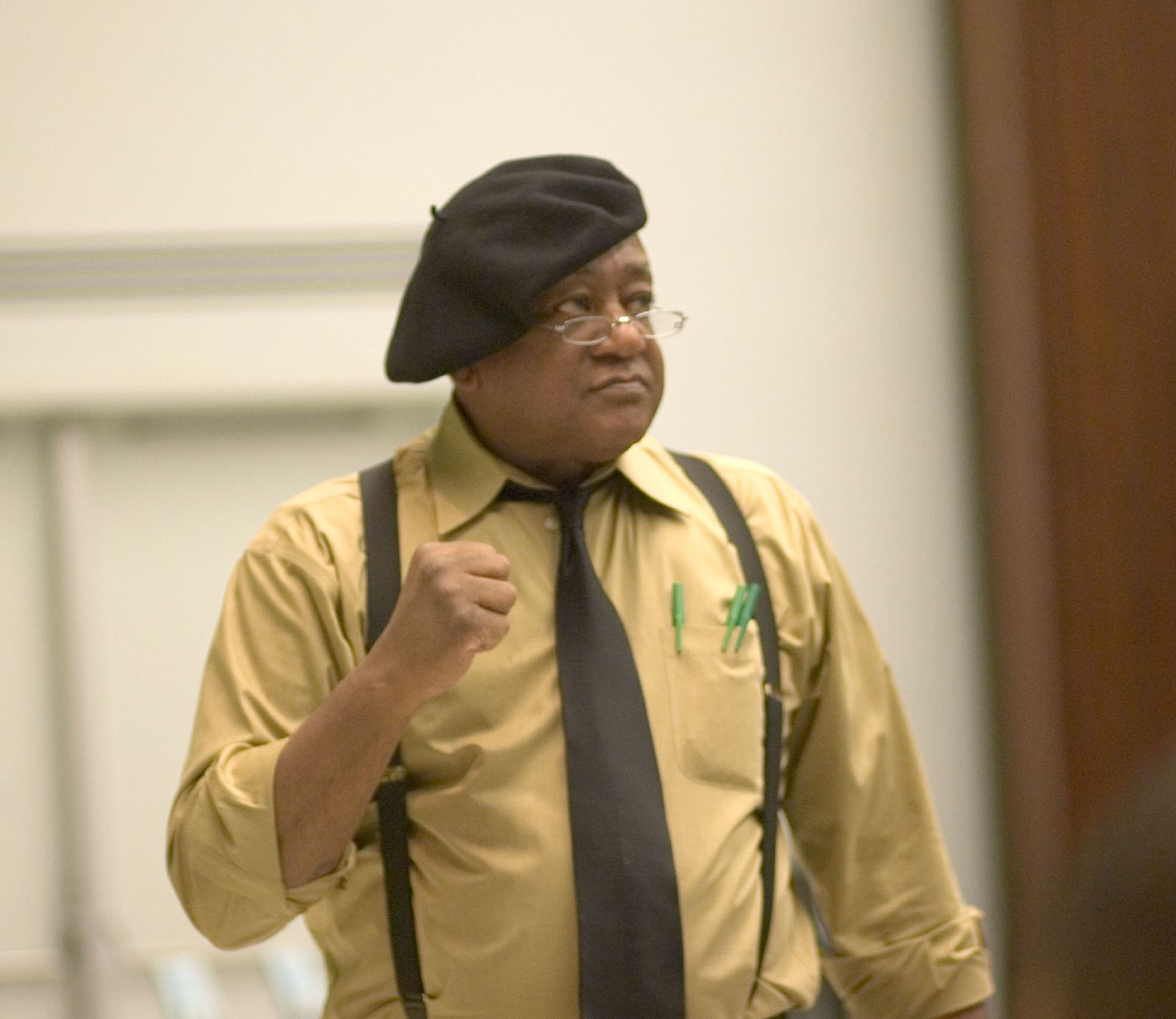
Bobby Seale nel 2006.

Durante i suoi studi al college, Seale aderì all'Afro-American Association (AAA). Lì incontrò Huey Newton. I due abbandonarono l'AAA e fondarono nel 1966 il Black Panther Party for Self-Defense (le Pantere Nere), un'organizzazione rivoluzionaria di derivazione comunista che, invocando e applicando puntigliosamente il secondo emendamento (quello sul diritto all'armamento) promuoveva l'autodifesa armata della popolazione dei ghetti dalla brutalità poliziesca.
Le Pantere Nere divennero in breve tempo molto note e su Seale, divenuto il presidente del movimento, piombarono le attenzioni e i controlli del FBI. Nel 1968 Seale fu uno dei Chicago Eight accusati di cospirazione e incitamento alla sommossa per aver partecipato alle proteste avvenute a Chicago durante la convention del Partito Democratico del 1968, nonostante le accuse fossero false dato che Seale era rimasto a Chicago per solamente quattro ore non partecipando alle manifestazioni.
A causa delle frequenti interruzioni durante il processo, dovute alla mancanza dell'avvocato di Seale, il giudice Julius Hoffman ordinò che Seale fosse legato ad una sedia ed imbavagliato in aula e successivamente dispose che il suo procedimento fosse separato da quello degli altri sette attivisti, che vennero quindi da quel momento chiamati i Chicago Seven. Seale fu poi condannato a quattro anni di carcere per oltraggio alla corte durante quel processo.

## Nei media
Nel 1992 Bobby Seale interpretò un piccolo ruolo in Malcolm X, film diretto da Spike Lee.
Nel film del 2020 Il processo ai Chicago 7 viene raccontata la vicenda dei Chicago Seven, dove appare anche Seale.